# Therwil
Therwil is een gemeente en plaats in het Zwitserse kanton Basel-Landschaft op ca. 300 m hoogte, en maakt deel uit van het district Arlesheim.
Therwil telde eind december 2013 ca. 9850 inwoners. De BLT-regiotram van lijn 10 verbindt Therwil met Basel.